# In a Dream
In a Dream è il quinto EP del cantante australiano Troye Sivan, pubblicato nel 2020.

## Tracce
1. Take Yourself Home – 4:09 (Troye Sivan, Brett McLaughlin, Tayla Parks, Oscar Görres)
2. Easy – 3:46 (Troye Sivan, Oscar Görres)
3. Could Cry Just Thinkin About You – 0:51 (Troye Sivan, Teo Halm)
4. Stud – 3:29 (Troye Sivan, Brett McLaughlin, James Alan Ghaleb, Oscar Görres)
5. Rager Teenager! – 3:21 (Troye Sivan, Brett McLaughlin, Oscar Görres)
6. In a Dream – 3:49 (Troye Sivan, Brett McLaughlin, Oscar Görres)

Tracce bonus nell'edizione Target
1. Take Yourself Home (acoustic) – 2:58
2. Easy (voice note) – 2:51

LP
Lato A
1. Take Yourself Home – 4:09
2. Easy – 3:46
3. Could Cry Just Thinkin About You – 0:51
4. Stud – 3:29

Lato B
1. 10/10 – 3:08 (Troye Sivan, Brett McLaughlin, James Alan Ghaleb, Oscar Görres)
2. Rager Teenager! – 3:21
3. In a Dream – 3:49
4. Easy (voice note) – 2:51

Riedizione digitale
1. Take Yourself Home – 4:09
2. Easy – 3:46
3. Could Cry Just Thinkin About You – 0:51
4. Stud – 3:29
5. 10/10 – 3:08
6. Rager Teenager! – 3:21
7. In a Dream – 3:49

## Classifiche
| Classifica (2020) | Posizione massima |
| ----------------- | ----------------- |
| Australia         | 3                 |
| Belgio (Fiandre)  | 97                |
| Belgio (Vallonia) | 195               |
| Germania          | 43                |
| Nuova Zelanda     | 27                |
| Paesi Bassi       | 48                |
| Regno Unito       | 34                |
| Spagna            | 70                |
| Stati Uniti       | 70                |
| Svizzera          | 81                |

## Date di pubblicazione
| Paese       | Data            | Formato                          | Versione         | Note  |
| ----------- | --------------- | -------------------------------- | ---------------- | ----- |
| Mondo       | 21 agosto 2020  | Download digitale, streaming, CD | Standard         | [ 5 ] |
| Stati Uniti | 21 agosto 2020  | CD                               | Target exclusive | [ 6 ] |
| Mondo       | 9 ottobre 2020  | MC, LP                           | Standard         | [ 7 ] |
| Mondo       | 30 ottobre 2020 | Download digitale, streaming     | Riedizione       | [ 8 ] |